# Sven Simon
Sven Simon, född 7 februari 1941, död 3 januari 1980 i Hamburg, pseudonym för Axel Springer jr., tysk fotograf och tidningsman, son till Axel Springer.
Sven Simon var internationellt erkänd sportfotograf och vann flera priser för sina bilder. Sven Simon tog bl.a. bilder under VM i fotboll 1974. Welt am Sonntag skapade efter hans död 1980 utmärkelsen Sven-Simon-Preis.